# Dansk Folkeforsikringsanstalt
A/S Dansk Folkeforsikringsanstalt var et dansk forsikringsselskab, som stiftedes 22. maj 1896 med det særlige formål specielt blandt de mindre bemidlede befolkningslag at virke for tegningen af livs- og kapitalforsikringer mod ugentlig præmiebetaling og – lidt senere – også uden forudgående lægeundersøgelse. Det var med andre ord den moderne folkeforsikring, der allerede i andre lande, særlig i England, havde vundet stor udbredelse, som hermed søgtes indført her i landet. Initiativet til Folkeforsikringsanstaltens oprettelse udgik fra etatsråd Wilhelm Hansen, som blev direktør for både anstalten og for Hafnia.
Anstalten, hvis aktiekapital i 1915 var på 500.000 kr. med 25 % indbetalt, stod ved 19. regnskabsårs afslutning 31. december 1915 med en samlet direkte tegnet forsikringsbestand af godt 62. mio. kr. fordelt på ca. 204.000 policer. Disse forsikringer repræsenterede en samlet årspræmie af ca. 2,88 mio. kr. Anstaltens formue var da ca. 15 mio. kr.
Anstalten optog tegningen af livs- og børneforsikringer blandt den mindrebemidlede del af befolkningen. Præmierne opkrævedes ugentlig på forsikringstagerens bopæl, og optagelsen skete uden lægeundersøgelse. Forsikringsbetingelserne blev straks ved starten afpasset efter det brede publikums behov, og det kan i den forbindelse nævnes, at Anstalten her blev banebrydende, idet den som det første af alle danske selskaber indførte præmiefritagelse i tilfælde af arbejdsudygtighed, en bestemmelse, som senere er optaget af samtlige selskaber.
Oprettelsen af DFFA betød, at livsforsikringens goder blev tilgængelige for hele det danske folk, og allerede de første år havde Anstalten en efter danske forhold stor tilgang, og denne er vokset med årene, således at Anstalten i 1950 havde udstedt henved 2 mio. policer, og den årlige præmieindtægt androg over 38,5 mio. kr.
DFFA indførte straks bestemmelserne om forsikringstagernes andel i overskuddet i form af bonus, og fra 1913 gik Anstalten over til bonustilskrivning, således at forsikringstagerne fik de tegnede forsikringssummer forhøjet med den opsparede bonus. Praktisk talt hele overskuddet efter de lovmæssige henlæggelser til sikkerhedsfond kom de forsikrede til gode i form af bonus, idet udbyttet til Anstaltens aktionærer efter vedtægterne er begrænset til 11.250 kr. i alt, eller mindre end 3 °/00 af overskuddet 1949, der var på over 4 mio. kr.
I 1949 indførte DFFA en ny tarif omfattende en folkeforsikringsafdeling med såvel uge- som månedsopkrævning samt en afdeling for almindelig livsforsikring, hvor præmierne også opkrævedes kvart- halv- og helårlig. Endvidere blev der i 1950 oprettet en afdeling for gruppelivsforsikring. Denne, der betød en nyskabelse indenfor dansk livsforsikring, gav mulighed for tegning af kollektiv livsforsikring med udbetaling ved dødsfald inden det
65. år for f.eks. en hel virksomheds personale, når antallet er af en vis størrelse.
Efter etatsråd Wilhelm Hansens død i 1936 lededes Anstalten af direktørerne cand.polit. Christian Høyrup (1870-1954) og mag.scient. Aage Hostrup (1866-1941), der begge havde været knyttet til Anstalten fra dens begyndelse. Ved direktør Aage Hostrups død blev direktør Chr. Høyrup adm. direktør. Cand.act. Erik von der Hude (1900-1956), der i 1937 var knyttet til Anstalten som vicedirektør, blev i 1941 direktør og efter direktør Chr. Høyrups fratræden 1947 adm. direktør. Vicedirektør i 1950: landsretssagfører Mogens Barner-Rasmussen (1919-1989).
Formanden for Anstaltens bestyrelse var i 1950 professor, dr.jur. Henry Ussing (1886-1954), der sammen med fhv. direktør Chr. Høyrup og professor, dr.phil. Børge Jessen (1907-1993) udgjorde Anstaltens kontrolkomité.
I 1966 fusionerede Dansk Folkeforsikringsanstalt med Skandinavia Forsikring, som i 1972 fusionerede med Baltica.
Selskabet havde hovedsæde i en stadig eksisterende nybarok bygning på Otto Mønsteds Plads 11 tegnet af Axel Preisler 1909 og senere overtaget af først Forenede Kreditforeninger og siden Nykredit.